# Federación Húngara de Fútbol
La Federación Húngara de Fútbol (MLSZ) (en húngaro: Magyar Labdarúgó Szövetség) es el organismo encargado de la organización del fútbol en Hungría, con sede en Budapest.
Fue fundada en 1901 y está afiliada a la FIFA desde 1907. En 1954 fue una de las asociaciones fundacionales de la UEFA.
Se encarga de la organización de las competiciones nacionales (Liga, Copa, Supercopa y, desde 2007, Copa de la Liga) así como los partidos de la Selección de fútbol de Hungría en sus distintas categorías.